# نيسان سلوميانسكي
نيسان سلوميانسكي (بالعبرية: ניסן סלומיאנסקי، من مواليد عام 1946) سياسي إسرائيلي شغل منصب عضو في الكنيست عن الحزب القومي الديني بين عامي 1996 و 1999، ومرة أخرى بين عامي 2003-2009، وأعيد انتخابه للمره الثالثه في عام 2013.